# Lijst van vlaggen van Boliviaanse deelgebieden

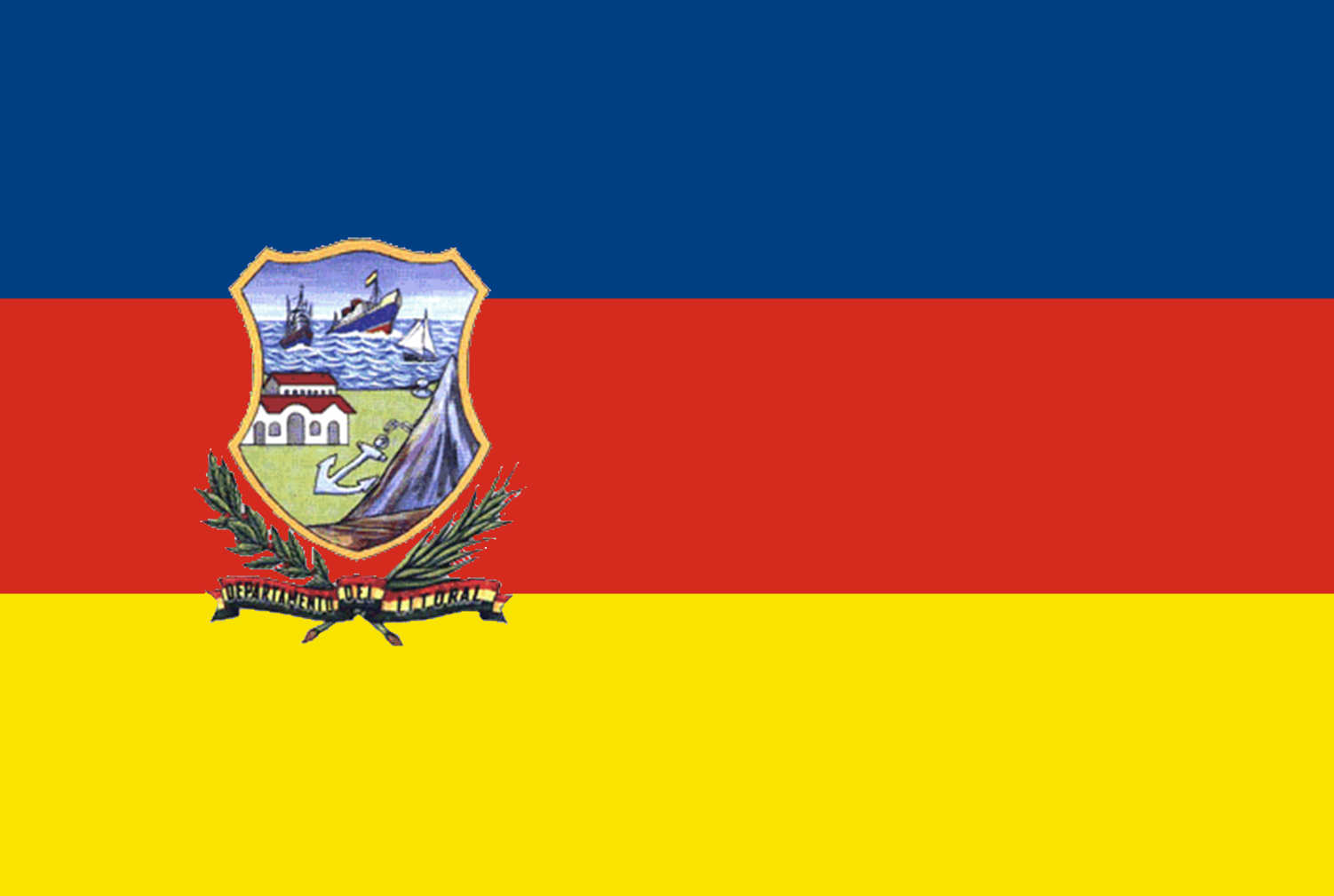
Historische vlag van Litoral, de provincie die tot de Salpeteroorlog Bolivia toegang tot de zee gaf en nu behoort tot Antofagasta, Chili.

Dit artikel bevat een lijst van vlaggen van Bolivaanse deelgebieden. Bolivia bestaat uit negen departementen en 112 provincies.

## Vlaggen van departementen
| Kaart | Departement | Vlag | Artikel over de vlag | Ratio | Ingebruikname |
| ----- | ----------- | ---- | -------------------- | ----- | ------------- |
|       | Beni        |      | Vlag van Beni        | 2:3   |               |
|       | Chuquisaca  |      | Vlag van Chuquisaca  | 2:3   |               |
|       | Cochabamba  |      | Vlag van Cochabamba  | 2:3   |               |
|       | La Paz      |      | Vlag van La Paz      | 2:3   | 16 juli 1809  |
|       | Oruro       |      | Vlag van Oruro       | 2:3   |               |
|       | Pando       |      | Vlag van Pando       | 2:3   |               |
|       | Potosí      |      | Vlag van Potosí      | 2:3   |               |
|       | Santa Cruz  |      | Vlag van Santa Cruz  | 2:3   | 24 juli 1864  |
|       | Tarija      |      | Vlag van Tarija      | 2:3   |               |

## Vlaggen van provincies

### Provincies in Beni

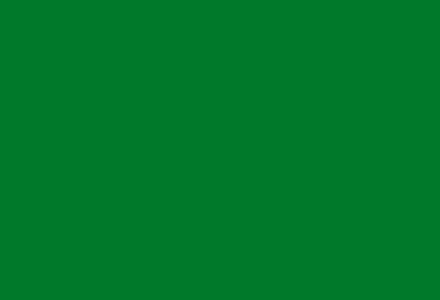
Cercado
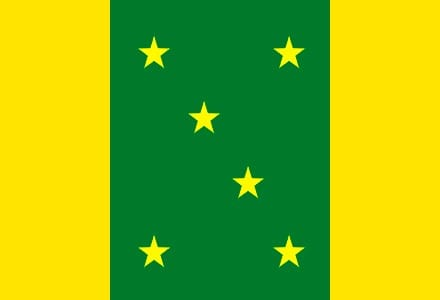
Iténez
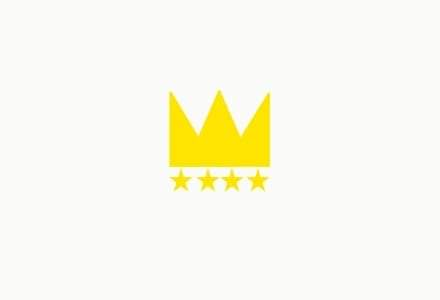
José Ballivián
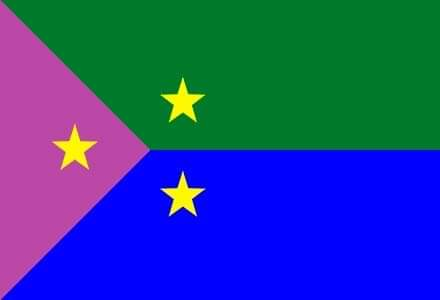
Mamoré
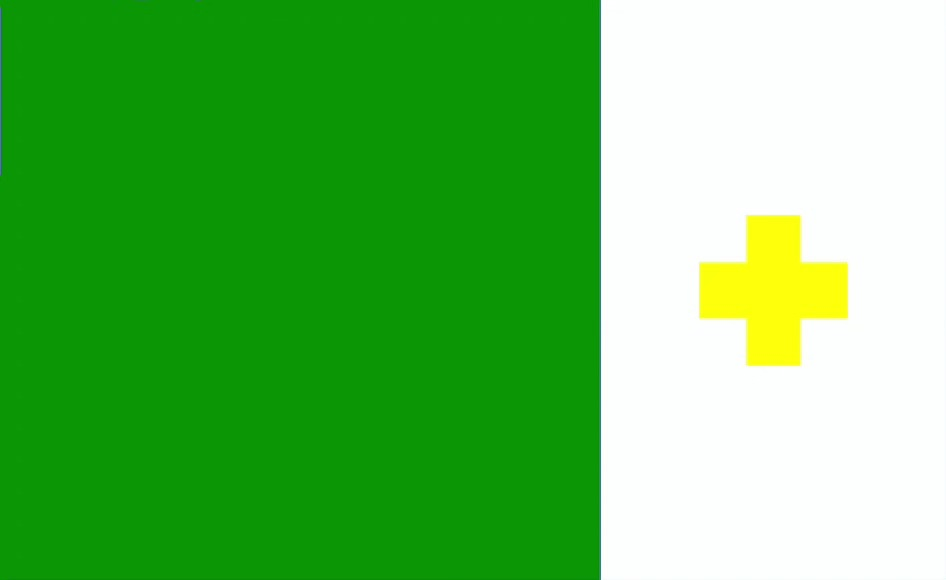
Marbán
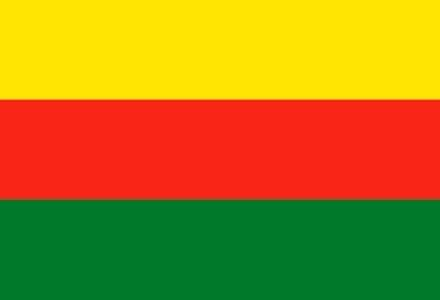
Moxos
Vaca Díez
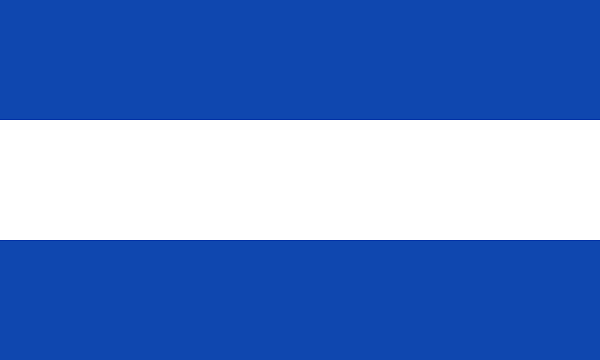
Yacuma

### Provincies in Chuquisaca

Belisario Boeto
Hernando Siles
Jaime Zudáñez
Juana Azurduy de Padilla
Luis Calvo
Nor Cinti
Oropeza
Sud Cinti
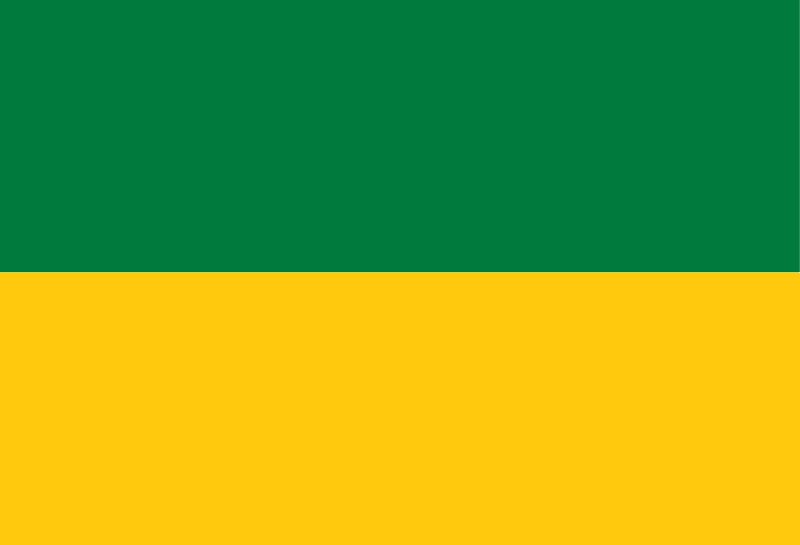
Tomina
Yamparáez

### Provincies in Cochabamba

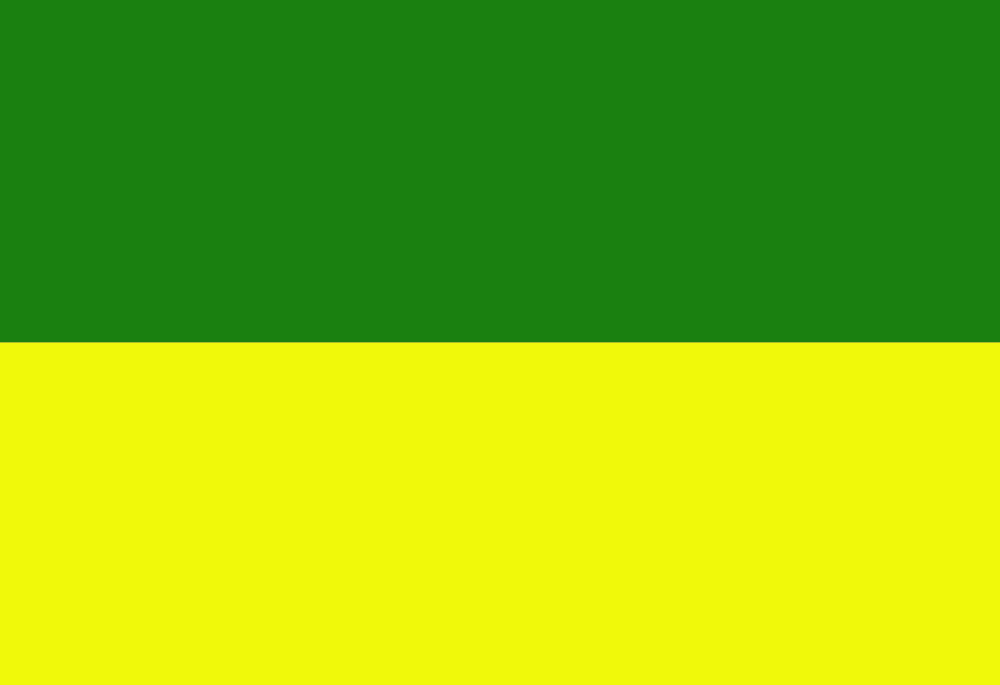
Arani
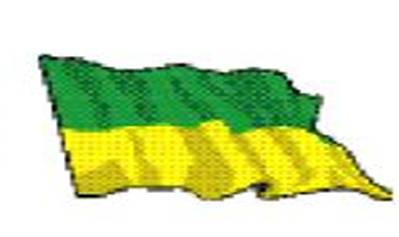
Arque
Ayopaya
Bolívar
Capinota
Carrasco
Cercado
Chapare
Esteban Arce
Germán Jordán
Mizque
Narciso Campero
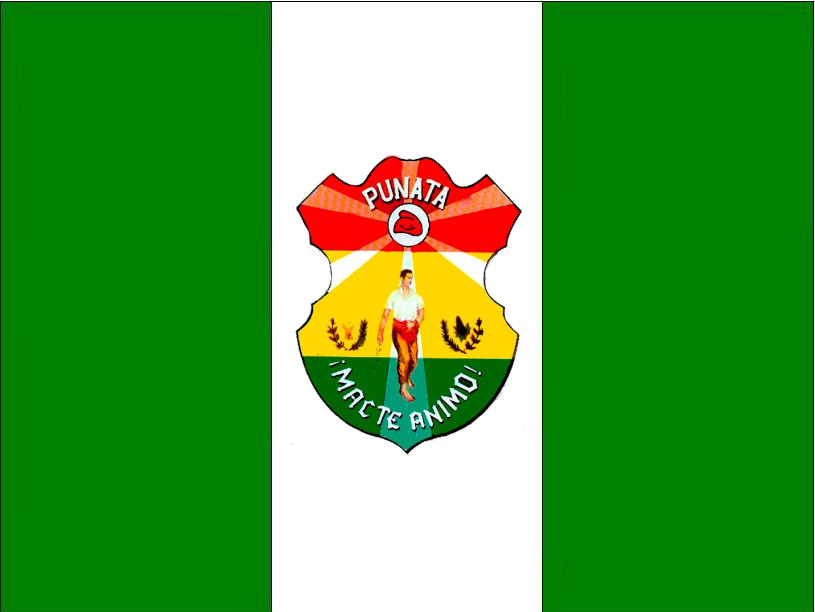
Punata
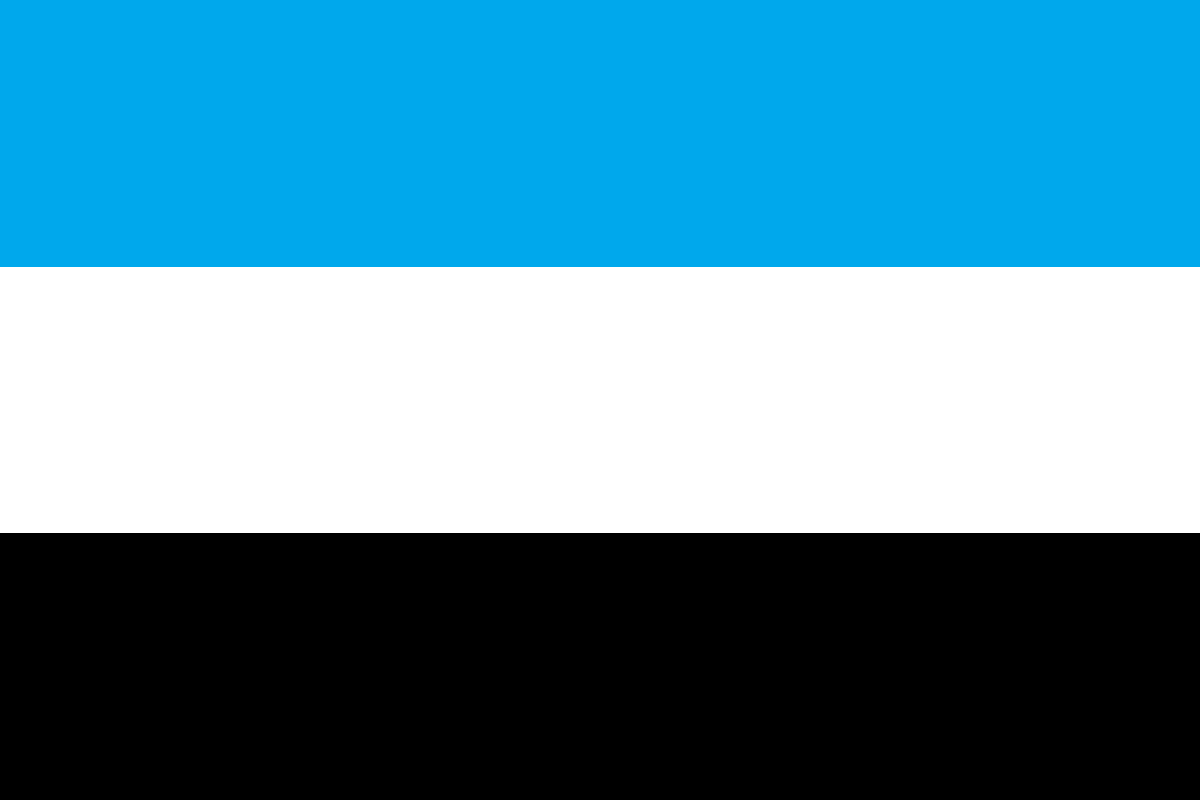
Quillacollo
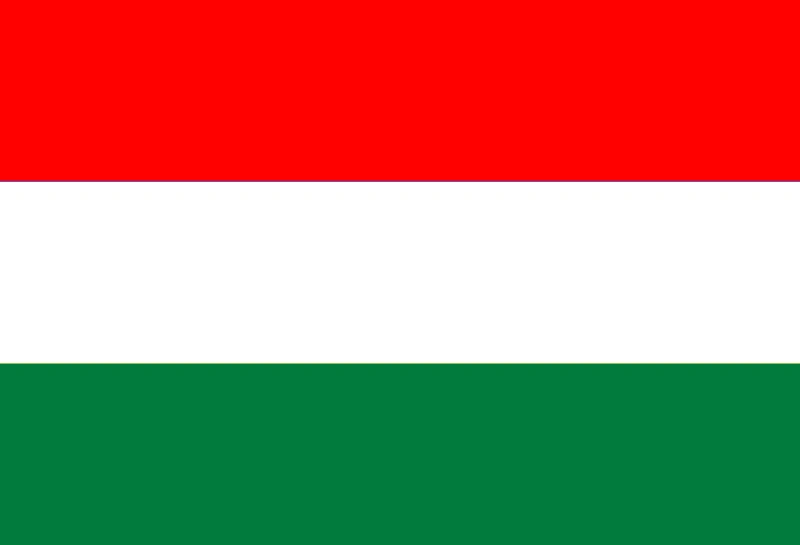
Tapacarí
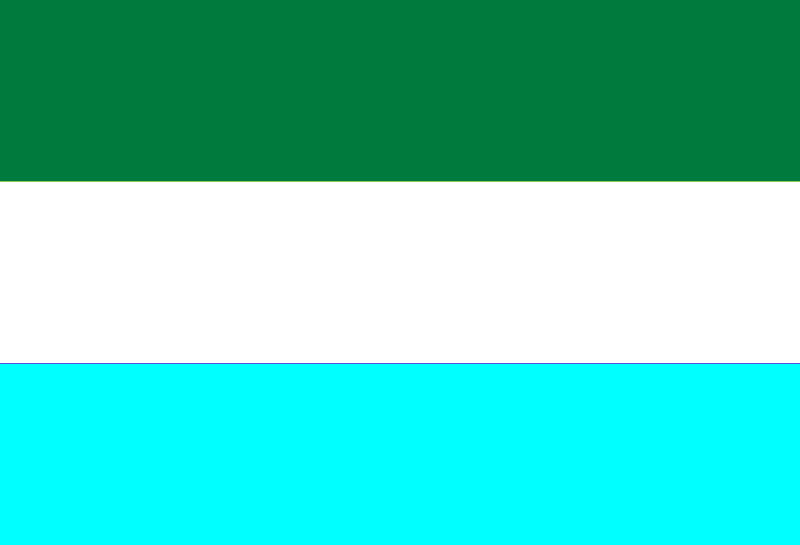
Tiraque

### Provincies in La Paz

Abel Iturralde
Aroma
Bautista Saavedra
Caranavi
Eliodoro Camacho
Franz Tamayo
Gualberto Villarroel
Ingavi
Inquisivi
José Manuel Pando
Larecaja
Loayza
Los Andes
Manco Kapac
Muñecas
Nor Yungas
Omasuyos
Pacajes
Pedro Domingo Murillo
Sud Yungas

### Provincies in Oruro

Atahuallpa
Carangas
Cercado
Eduardo Avaroa
Ladislao Cabrera
Litoral de Atacama
Nor Carangas
Pantaléon Dalence
Poopó
Puerto de Mejillones
Sajama
San Pedro de Totora
Saucarí
Sebastián Pagador
Sud Carangas
Tomas Barrón

### Provincies in Pando

Abuná
Federico Román
Madre de Dios
Manuripi
Nicolás Suárez

### Provincies in Potosí

Alonso de Ibáñez
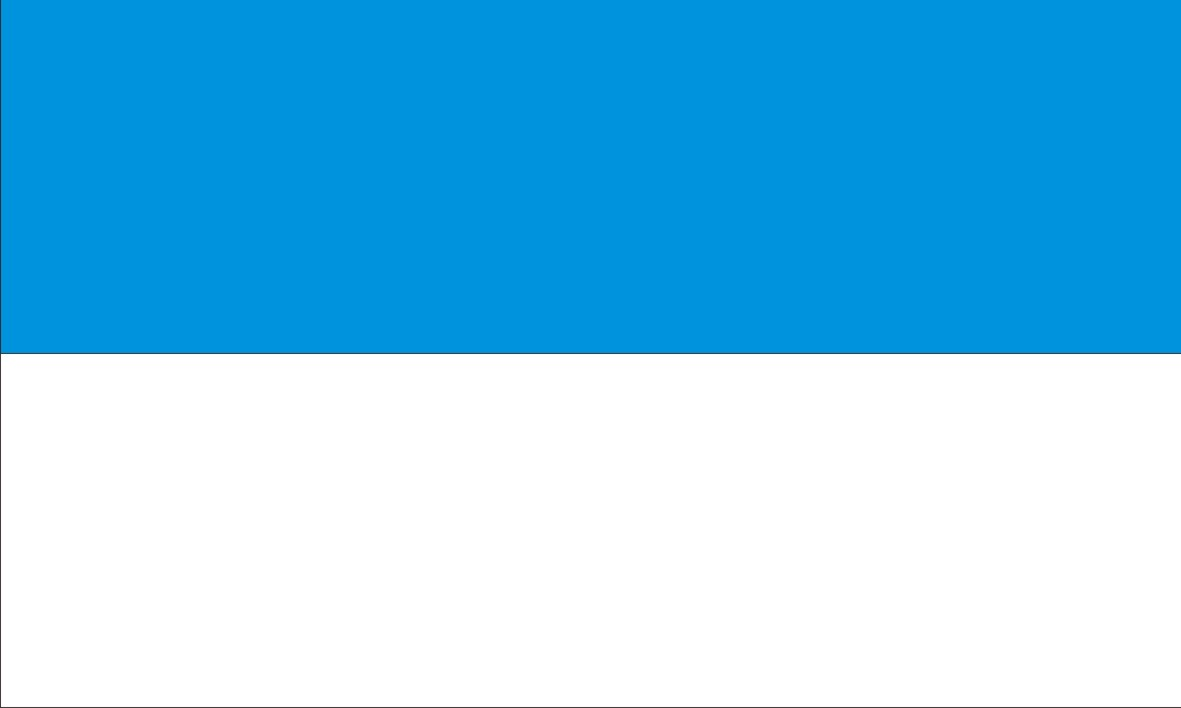
Antonio Quijarro
Bernardino Bilbao
Charcas
Chayanta
Cornelio Saavedra
Daniel Campos
Enrique Baldivieso
José María Linares
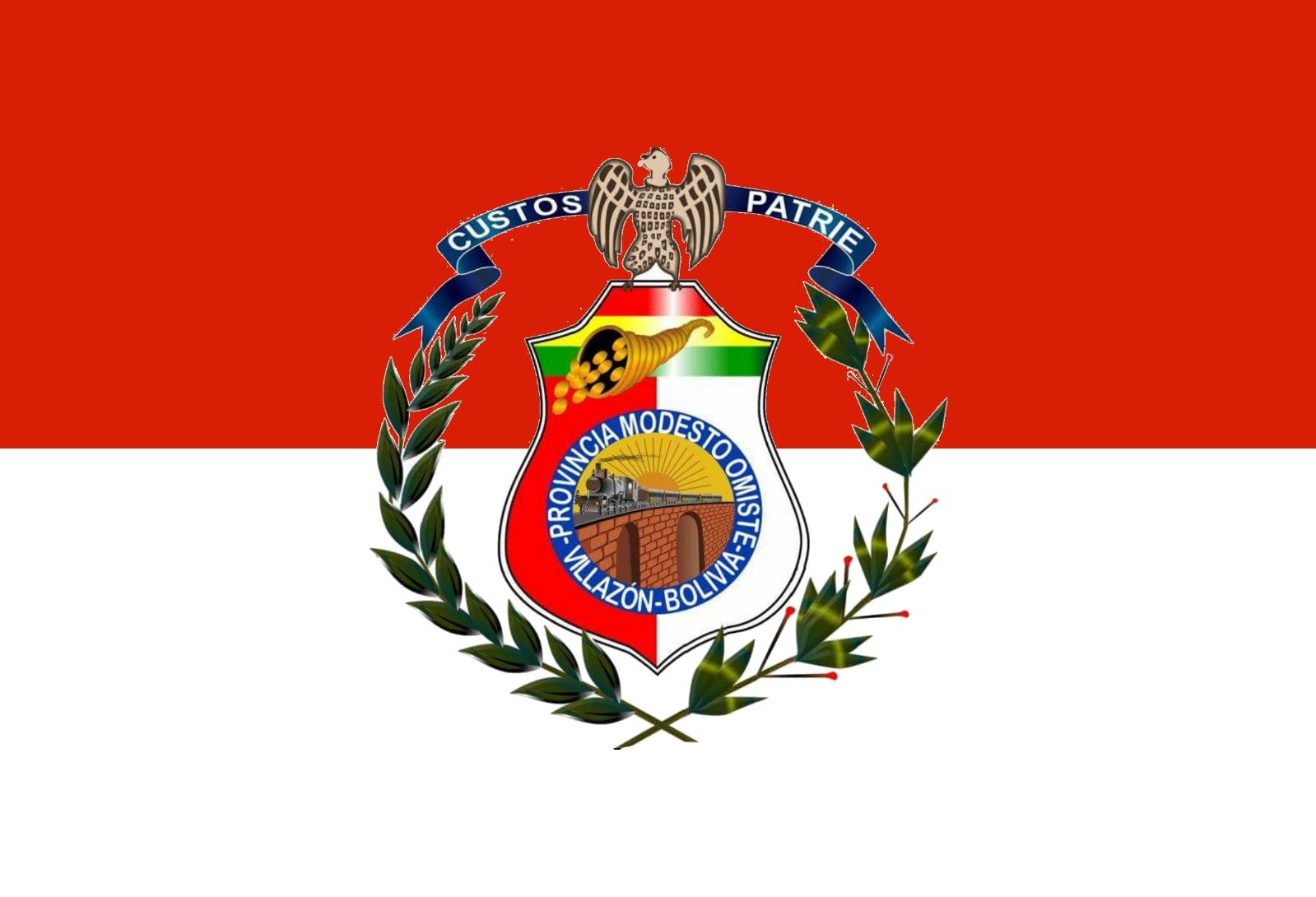
Modesto Omiste
Nor Chichas
Nor Lípez
Rafael Bustillo
Sud Chichas
Sud Lípez
Tomás Frías

### Provincies in Santa Cruz

Andrés Ibáñez
Ángel Sandoval
Chiquitos
Cordillera
Florida
Germán Busch
Guarayos
Ichilo
Ignacio Warnes
José Miguel de Velasco
Manuel María Caballero
Ñuflo de Chávez
Obispo Santistevan
Sara
Vallegrande

### Provincies in Tarija

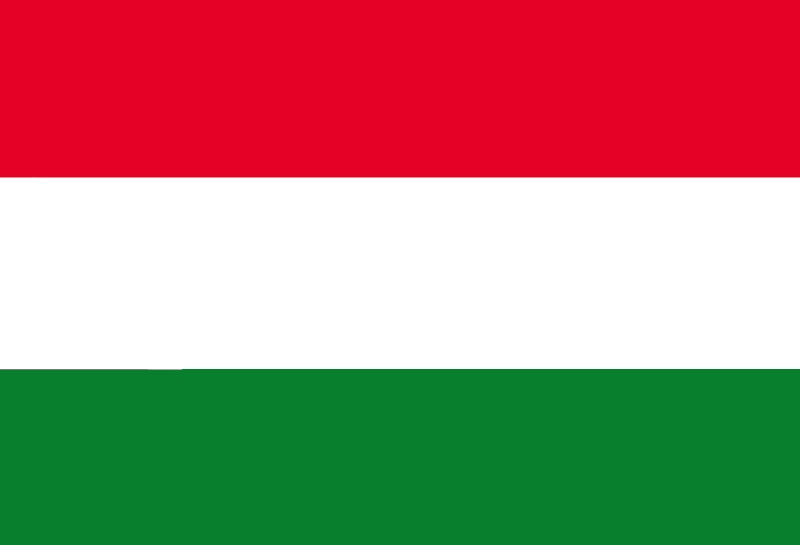
Aniceto Arce
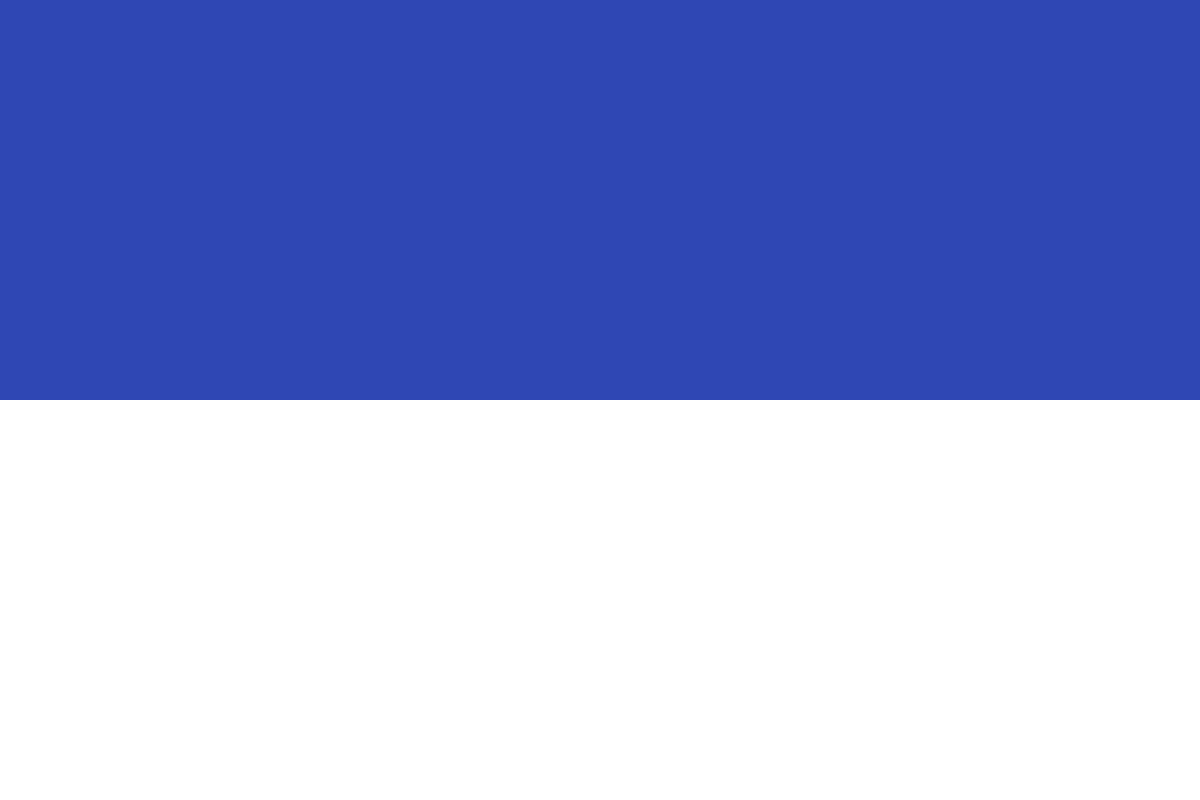
Burnet O'Connor
Cercado
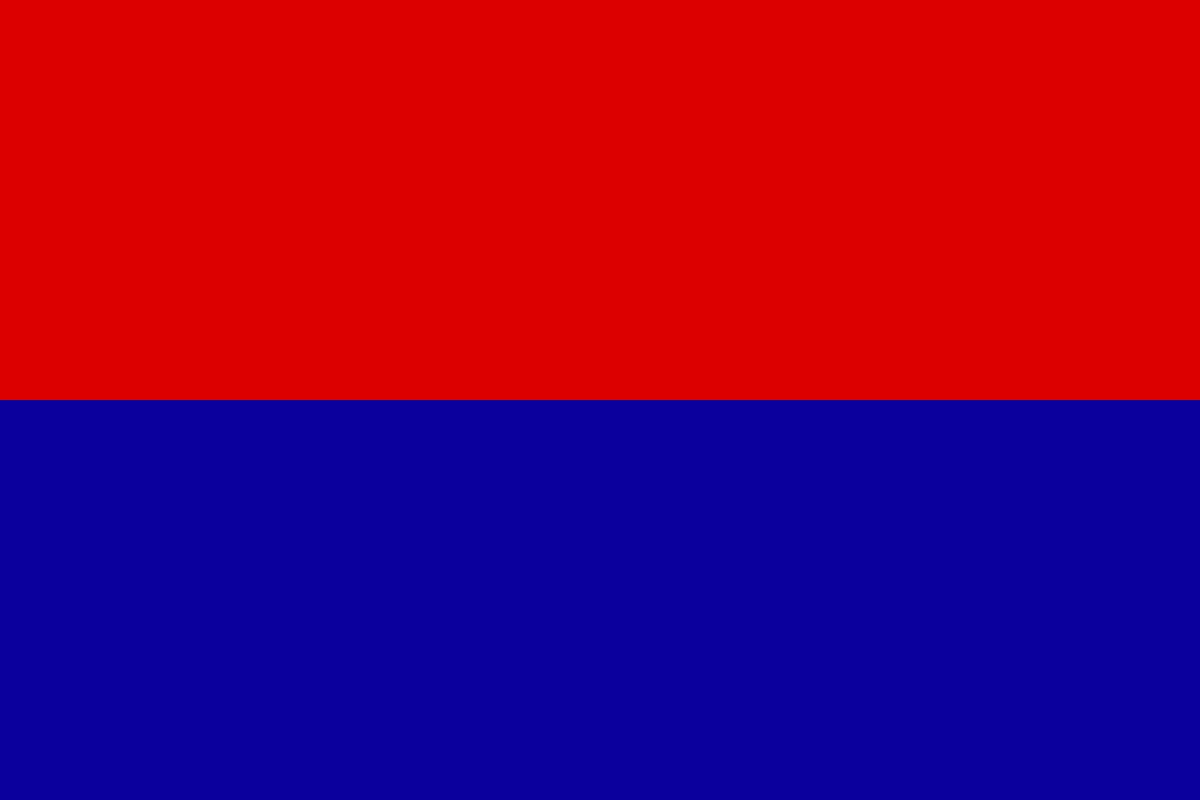
Eustaquio Méndez
Gran Chaco
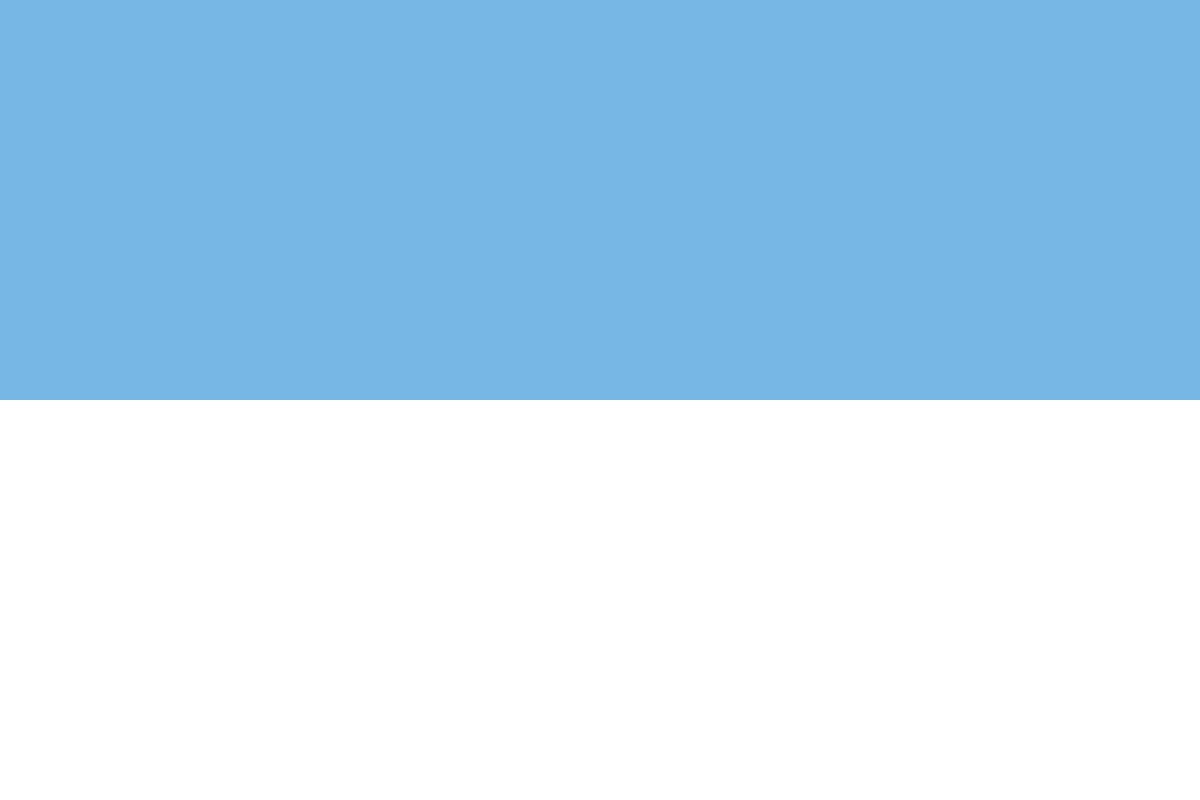
José María Avilés